# David Abarca
David Abarca Aceves (Atotonilco el Alto, Jalisco, México; 22 de octubre de 1952). Es un beisbolista profesional mexicano retirado, que jugó para varios equipos en la Liga Mexicana de Béisbol y la Liga Mexicana del Pacífico, notablemente con los Rieleros de Aguascalientes con los que se coronó campeón en la temporada de 1978.